# Saint-Amand-les-Eaux
Saint-Amand-les-Eaux (ndl.: "Sint Amands aan de Skarpe") ist eine französische Stadt mit 16.042 Einwohnern (Stand 1. Januar 2022) im Département Nord in der Region Hauts-de-France. Sie gehört zum  Arrondissement Valenciennes und zum Kanton Saint-Amand-les-Eaux.

## Geografie
Die Stadt Saint-Amand-les-Eaux liegt in Französisch-Flandern und im Regionalen Naturpark Scarpe-Schelde nahe der belgischen Grenze, überwiegend am linken Ufer der kanalisierten Scarpe, einem Nebenfluss der Schelde, zehn Kilometer nordwestlich von Valenciennes und 35 Kilometer südöstlich von Lille. Im Süden durchquert die Grande Traitoire das Gemeindegebiet, in die hier der Canal du Décours einmündet, nachdem er die kanalisierte Scarpe unterquert hat.
Die Stadt liegt an der Bahnlinie Lille (Fives)–Orchies–Saint-Amand-les-Eaux–Valenciennes–Avesnes-sur-Helpe–Fourmies–Hirson.

## Geschichte
Nach France illustrée, Band 3 von Victor Adolphe Malte-Brun (1882).
Im 7. Jahrhundert wurde der Ort Elnon genannt. Der merowingische König Dagobert der Gute – er galt  als guter Freund des Klerus – gewährte dem Missionar Amand von Maastricht Tribut. Der heilige Amand gründete in Elnon ein Kloster, welches als Stützpunkt gedacht war, um die halbwilden Stämme, welche in den flämischen Wäldern hausten, zu unterwerfen und sie zu christianisieren. Er wurde zum ersten Abt des Klosters und benannte die Abtei nach seinem Namen (→ Abtei Saint-Amand). Der Ort wuchs rasch zur kleinen Stadt und gewann an Bedeutung. Während der Zeit der Karolinger erlangte die Klosterschule eine große Reputation und wurde von vielen jungen Leuten von nah und fern besucht, um Lesen, Grammatik und Schreiben zu erlernen. Dieser Betrieb mehrte den Wohlstand der Stadt.
880 fielen die Normannen in das Gebiet ein. Unter ihren Führern Hasting und Bigier ließen sich die Eindringlinge entlang der Flüsse Scarpe und der Schelde (Letztere wird in Frankreich Escaut genannt) nieder. Da der Heilige vom Volk sehr verehrt wurde, überführte man den Leichnam aus Schutzgründen in die Kirche Sainte-Marie nach Douai. Die Verehrung rührte unter anderem daher, dass er im Jahre 840, als er fünfzig Jahre nach seiner Beerdigung zum ersten Mal vom Abt Lanthaire umgebettet wurde, in einem tadellosen Zustand gewesen sein soll. Zwar eilte König Ludwig III. der Stadt zu Hilfe, er konnte allerdings nicht verhindern, dass das Kloster von den Normannen gebrandschatzt wurde. Schließlich holte Ludwig die Plünderer ein und es gelang ihm, sie am 3. August 881 in der Schlacht von Saucourt-en-Vimeu in die Flucht zu schlagen.
Das Kloster von Saint-Amand wurde bald wieder aufgebaut. Die Freigiebigkeit des Königs und der Barone, die Rodungen der Mönche und die Arbeit der Leibeigenen brachten erneut Reichtum in die Gegend. Die Stadt prosperierte und die Äbte lockten mit der Vergabe von urbarem Land und Konzessionen immer mehr Leute an. Im Jahre 1340 aber, zu Beginn des Hundertjährigen Krieges, ließ der mit den Engländern verbündete Seigneur Jean de Hainaut (Hans von Hennegau, * 1288; † 1356), der später unter dem Namen Jean de Beaumont bekannt wurde, in der Stadt Feuer legen, wobei das Kloster abbrannte. Jean soll alle Einwohner der Stadt, die mit dem französischen König verbündet waren, massakriert haben, um sich damit an den Bürgern und der Garnison zu rächen, welche seine Stadt Hasnon während der früheren Kriegshandlungen verwüstet hatten.
Nachdem das Haus Burgund mit dem Schlachtentod des Herzogs Karl dem Kühnen 1477 in männlicher Linie ausgestorben war, huldigte die Stadt dem französischen König Ludwig XI. Die weibliche Erbin Maria von Burgund konnte sich letztlich aber auch dank ihrer Heirat mit Maximilian von Habsburg durchsetzen und die Stadt wurde für ihre vorschnelle Parteinahme bestraft. Doch Maria starb bereits 1482 infolge eines Reitunfalls jung und Flandern geriet darauf unter die Hegemonie Frankreichs. 1521 eroberte der Prinz von Ligne im Auftrag des Römisch-deutschen Kaisers Karl des V. – er war der große Rivale des französischen Königs Franz I. – die Stadt zurück. Später, unter Ludwig XIII., fiel sie an die französische Krone zurück, ein Status der im Frieden von Aachen 1668 vertraglich sanktioniert wurde.
1793, während des Ersten Koalitionskrieges, schlug Charles-François Dumouriez, nachdem er Belgien freigegeben hatte, sein Lager in Saint-Amand auf. Die Vertreter, die ihm die Nationalversammlung zwecks Abklärung seiner undurchsichtigen Kriegsführung von Paris entgegen gesandt hatte, ließ er kurzerhand verhaften. Zudem plante er mit seinen Truppen einen „Marsch auf Paris“. Damit hatte sich Dumouriez, der große Sieger und Held der Schlacht von Jemappes, des Hochverrates schuldig gemacht und er musste aus dem revolutionären Frankreich ins Exil fliehen.
Das Kloster bestand noch bis zur Französischen Revolution. Die Klosterkirche wurde im Jahre 1634 teilweise neu aufgebaut. Reisende bewunderten seitdem ihre verzierten Türme aus weißem Sandstein. Der als Belfried dienende 100 Meter hohe mittlere Turm kann über eine enge, 450-stufige Treppe bestiegen werden.
Um 1800 zählte die Stadt gut 8.000 Einwohner.

### Toponyme
Elnon ist ein kleiner Fluss, der heute nördlich der Stadt in das Gewässer Courant de l’Hôpital (oder auch: Décours genannt) mündet. Elnon libre hieß die Stadt während der Ersten Französischen Republik, als das Ancien Régime bekämpft wurde und Noblesse sowie Heiligenverehrung verpönt und staatlich verboten war. Pâturages nennt sich heute eine kleine Provinz in der Wallonie; der Name lehnt sich an das lateinische in pabula bzw. an das französische en-Pévèle an. Die Inschrift Sancti Amandi in Pabula ist dann auch auf einigen alten Stadtwappen zu sehen. Malte-Brun verwendete in seinem Bericht von 1882 über die Stadt grundsätzlich den Namen Saint-Amand, wobei auch bereits der Begriff Saint-Amand-les-Eaux auftaucht. Offiziell ist der Gemeindename Saint-Amand-les-Eaux – wobei das Prädikat les-Eaux auf die Mineralwasserquelle hinweist – seit dem 16. Mai 1962.
Weitere historische Bezeichnungen für die Stadt lauten: Elnonense coenobium, Monasterium Elnonense Sancti Amandi; Elnonensis urbs, abatia; Helno; Villa Helnonis; Amandopolis in pabula; Divi Amandi oppidum; Sancti amandi in pabula; Saint Amand-en-Pévèle; Elnon libre.

### Wappen
Ein silbernes, aufrechtes Schwert mit güldenem Schaft auf hellgrünem Grund, beflankt von zwei güldenen Fleurs-de-Lis.

### Bevölkerungsentwicklung

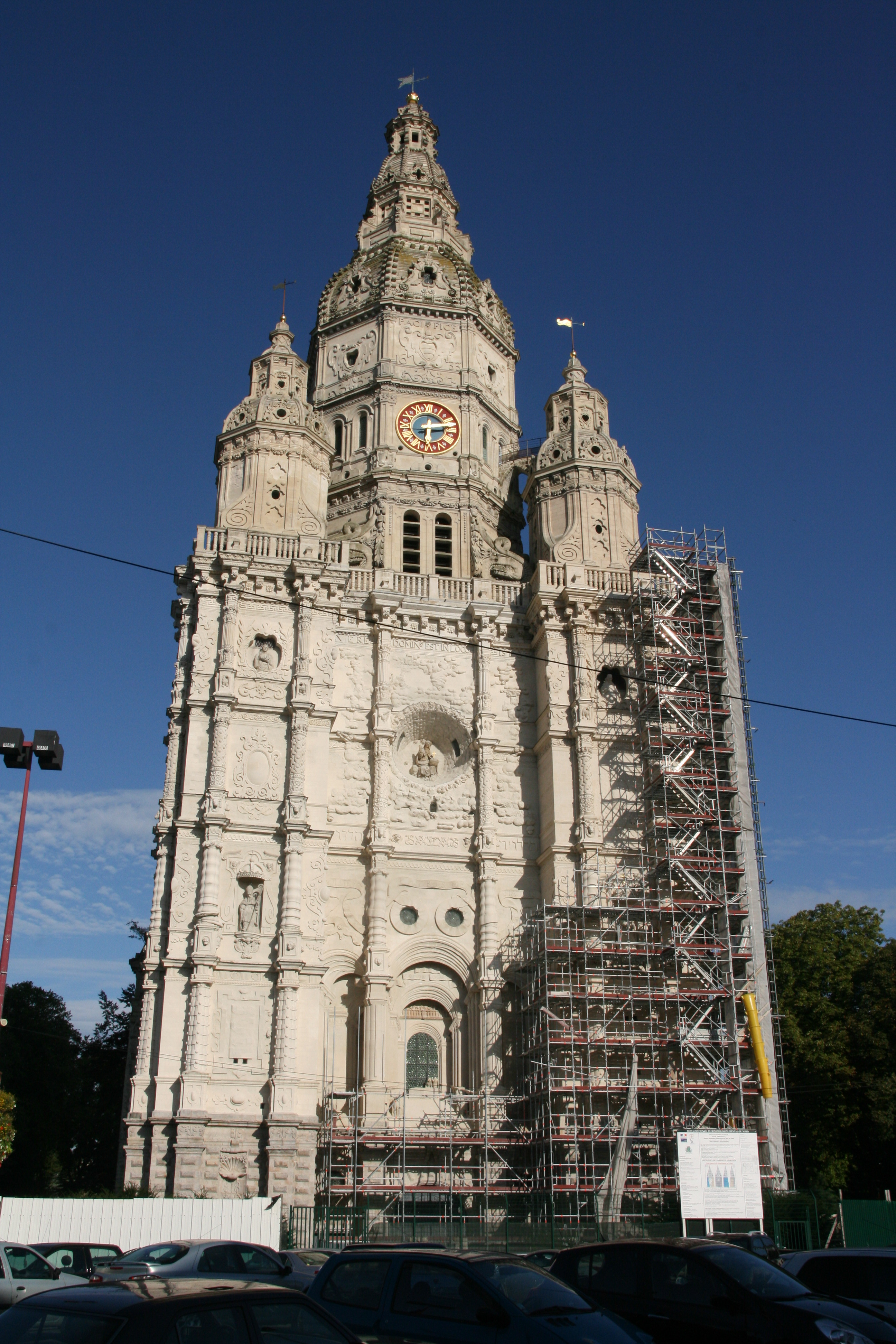
Fassade des Klosterturms

| Jahr                       | 1962   | 1968   | 1975   | 1982   | 1990   | 1999   | 2011   | 2021   |
| Einwohner                  | 16.674 | 17.170 | 16.692 | 16.199 | 16.776 | 17.175 | 16.734 | 15.900 |
| Quellen: Cassini und INSEE |        |        |        |        |        |        |        |        |

## Sehenswürdigkeiten

### Kloster Saint-Amand und städtisches Museum
Das Kloster Saint-Amand wurde letztmals zwischen 1626 und 1640 unter dem Abt Nicolas Dubois neu errichtet. Während der Französischen Revolution gelangte es in Staatsbesitz. Zwischen 1797 und 1820 wurde es entmantelt, bis nur noch das ehemalige Gerichtsgebäude (Échevinage) und der barocke Kirchturm übrig blieben. Die massive Bauweise stellte den Machtanspruch der Gegenreformation zur Schau: Der nördliche Teil von Flandern hatte sich 1581 dem Protestantismus zugewandt.
Die Anlage steht seit 1846 unter Denkmalschutz. Der 82 Meter hohe Mittelturm ist mit einem eindrucksvollen Glockenspiel (Carillon) ausgestattet, dessen Hauptläutezeit zwischen 12:00 und 12:30 Uhr liegt. Seit 1950 beherbergt der Turm das städtische Museum (Musée municipal), das sich folgenden vier Hauptthemen widmet: der Keramik des örtlichen Kunsthandwerkes aus den 18., 19. und 20. Jahrhundert, zeitgenössische Kunstkeramik, Geschichte des Klosters und südflämische Kirchenkunst des 17. und 18. Jahrhunderts.

### Weitere Sakralbauten

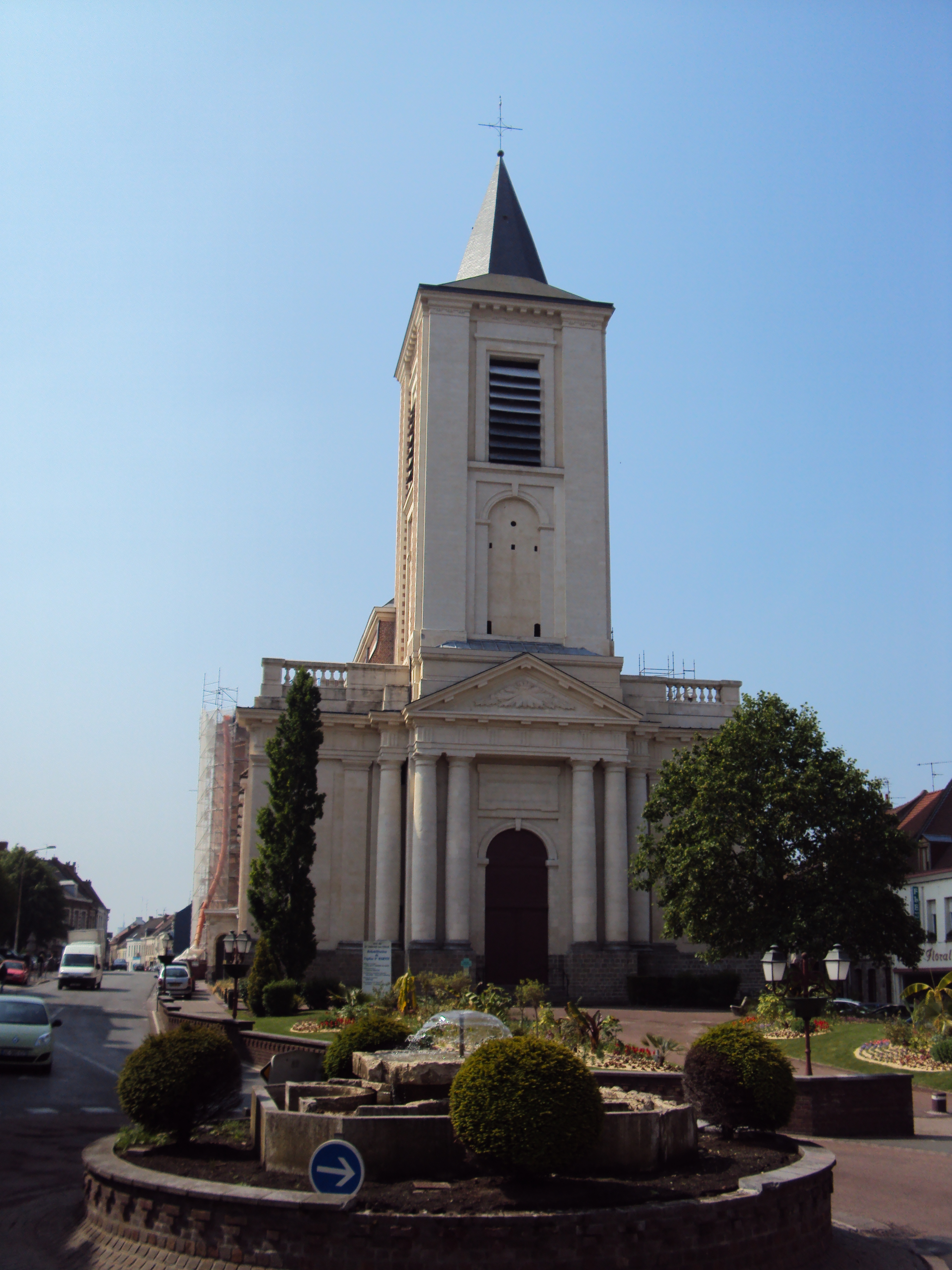
Kirche Saint-Martin

- Abbaye de Notre-Dame-de-la-Paix, zweites Kloster in Saint-Amand-les-Eaux, 1650 als Frauenkloster der Benediktiner errichtet
- Pfarrkirche Saint-Martin, 1783 rekonstruiert
- Pfarrkirche Saint-Jean-Baptiste
- Pfarrkirche Saint-Thérèse

### Profanbauten
- Rathaus
- Bahnhof von Saint-Amand-les-Eaux
- Stadttheater (Théâtre municipal)
- Brasserie Bouchart aus der Mitte des 19. und Anfang des 20. Jahrhunderts

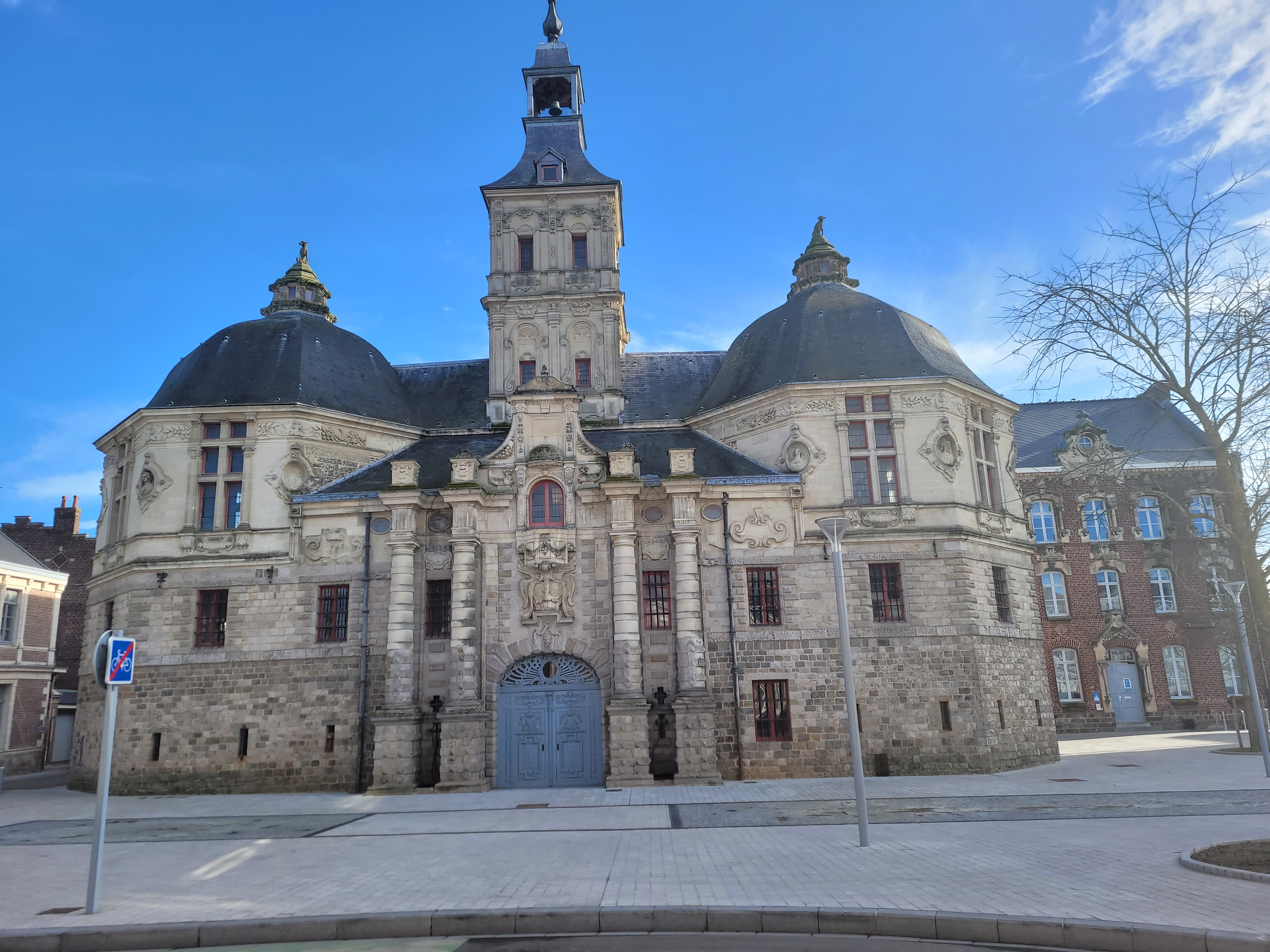
Kloster Notre-Dame-de-la-Paix
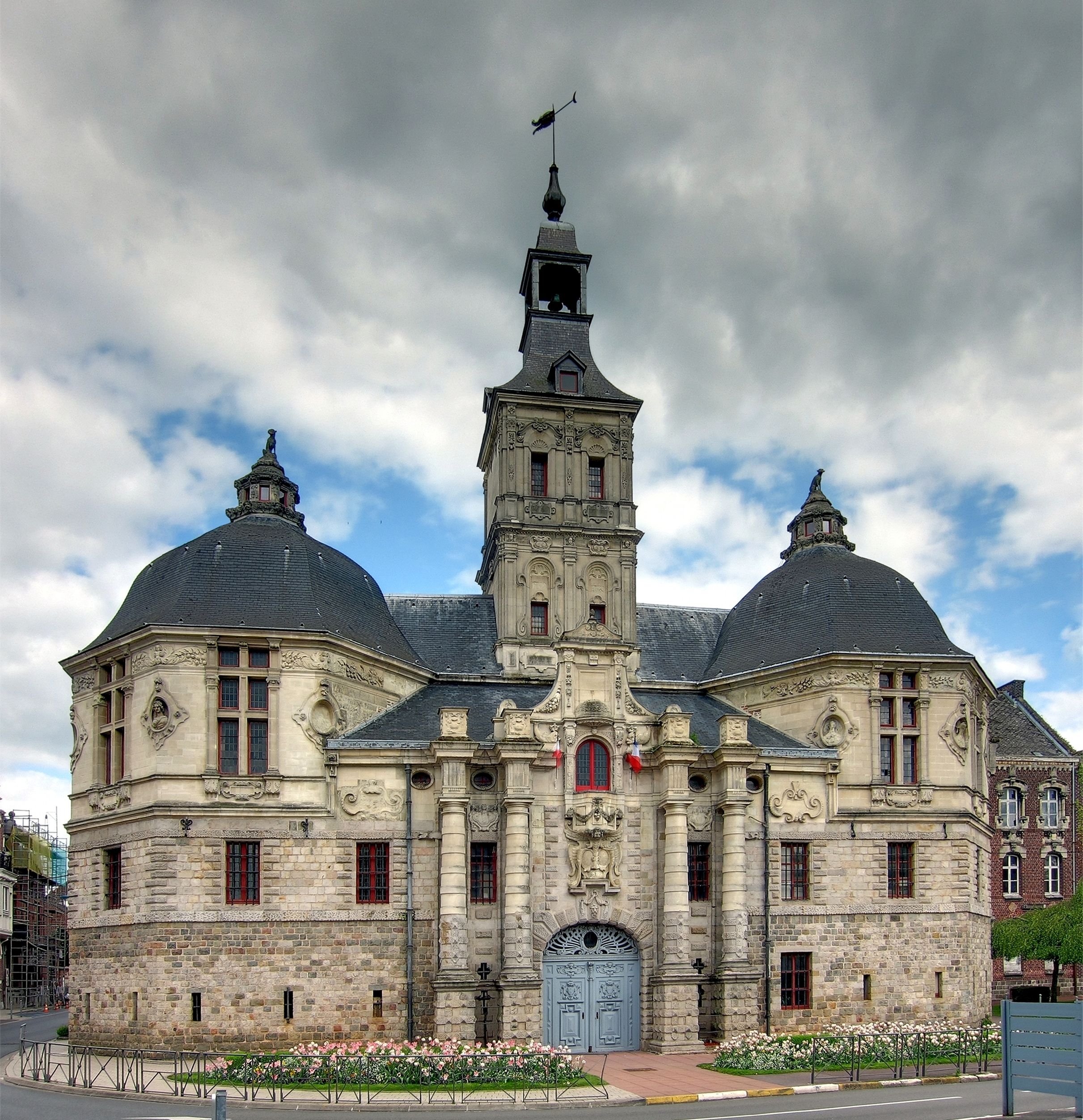
Kloster Saint-Amand
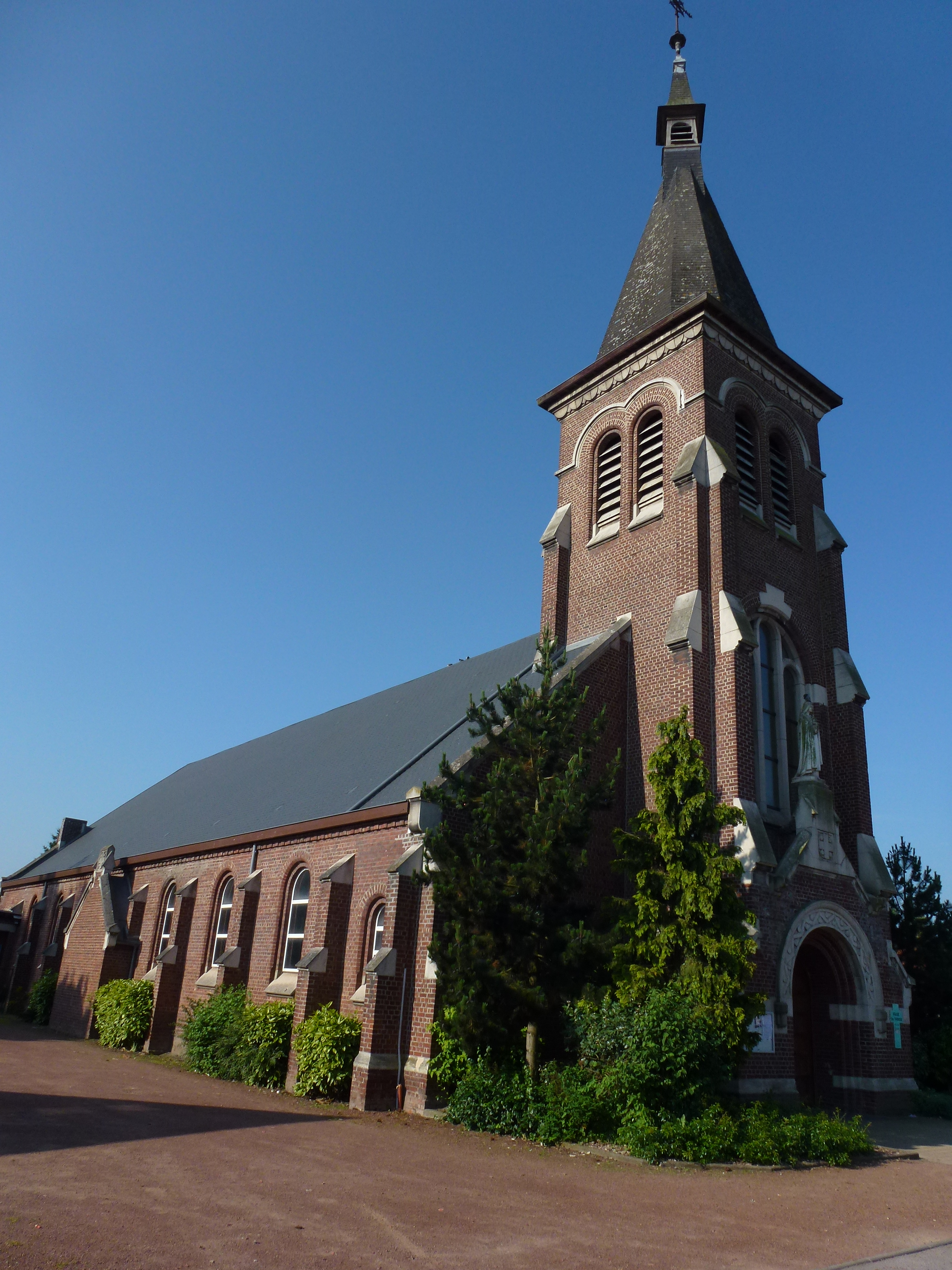
Kirche Sainte-Thérèse
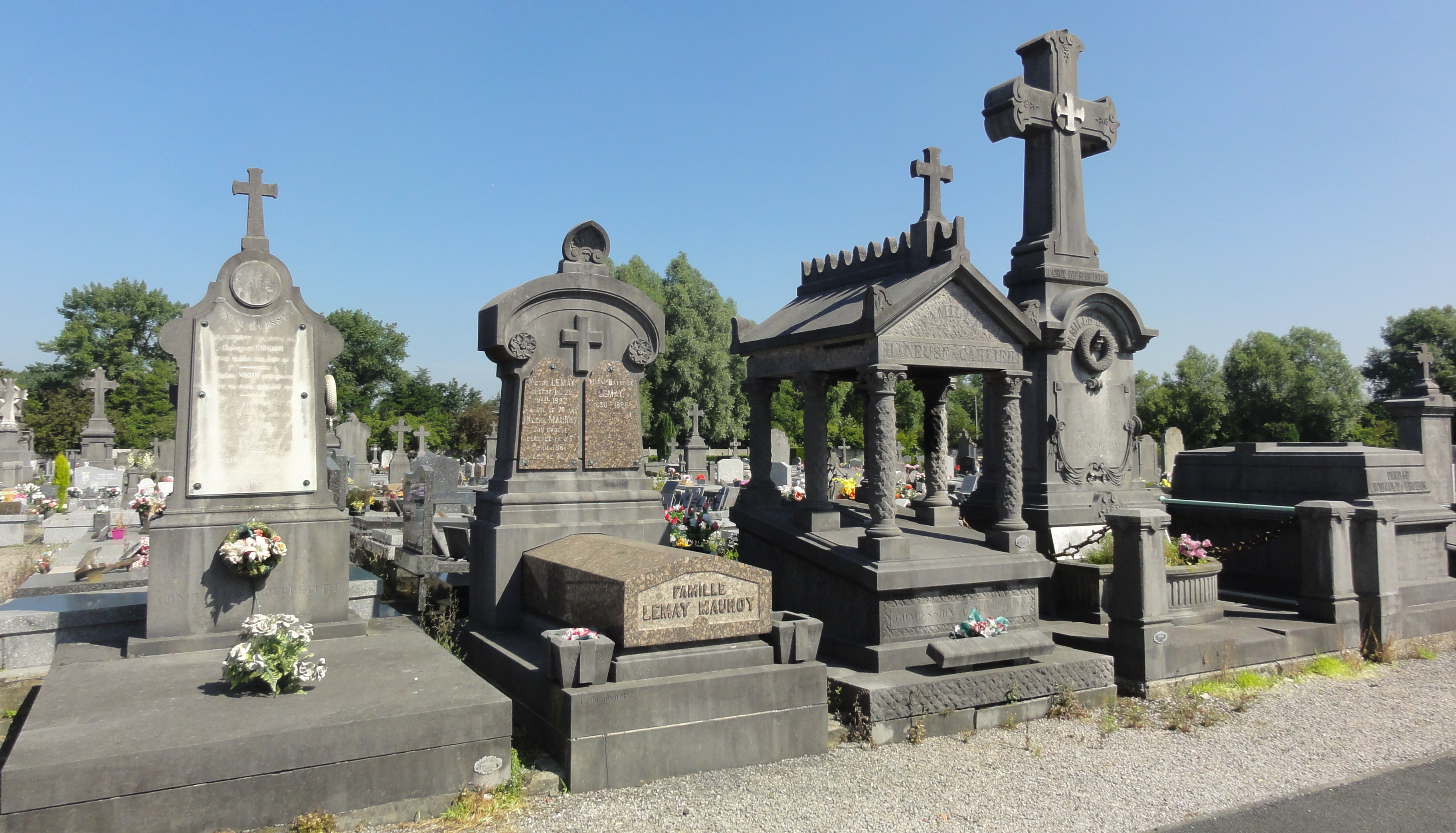
Zentralfriedhof
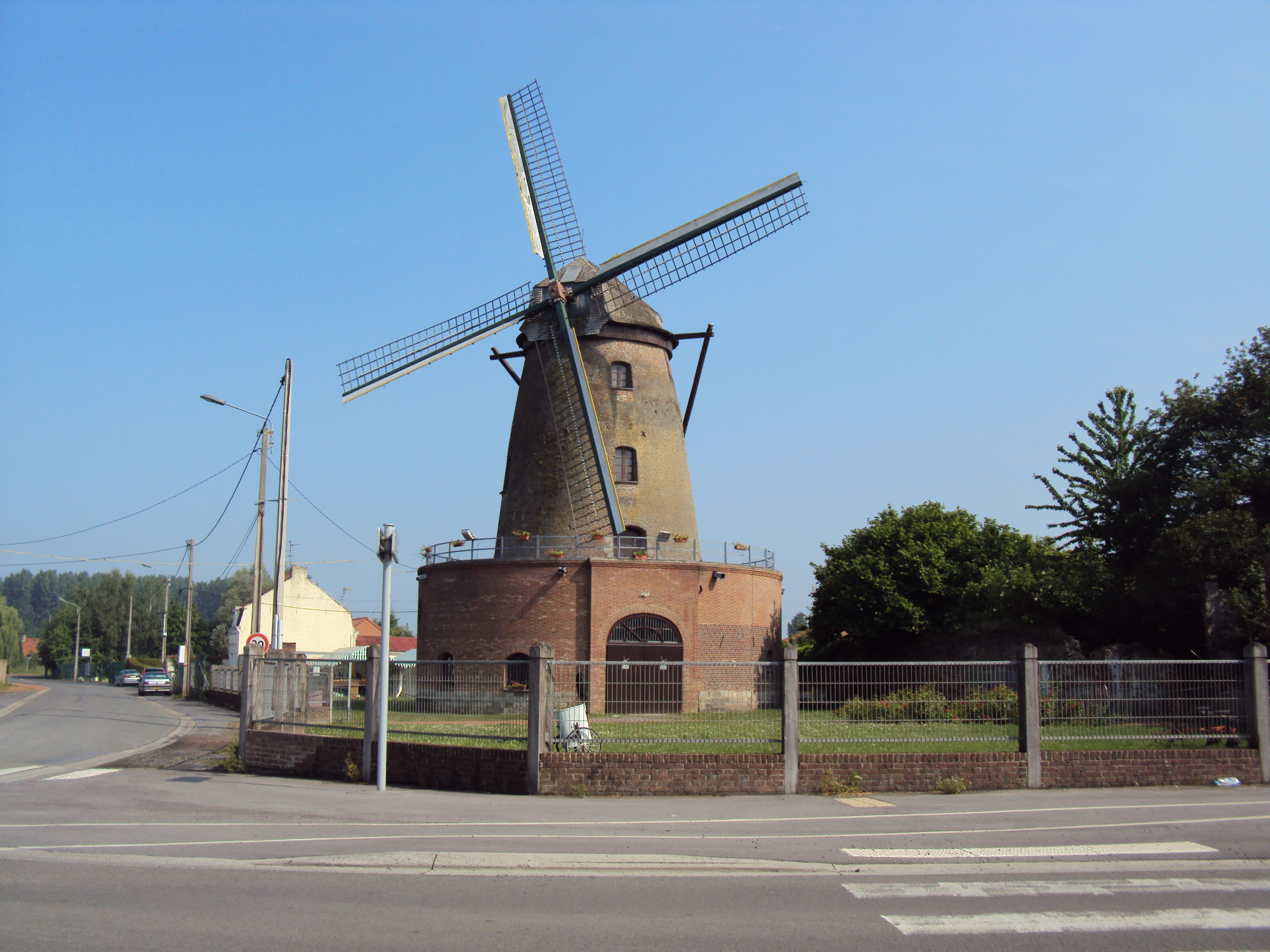
Windmühle Le moulin blanc
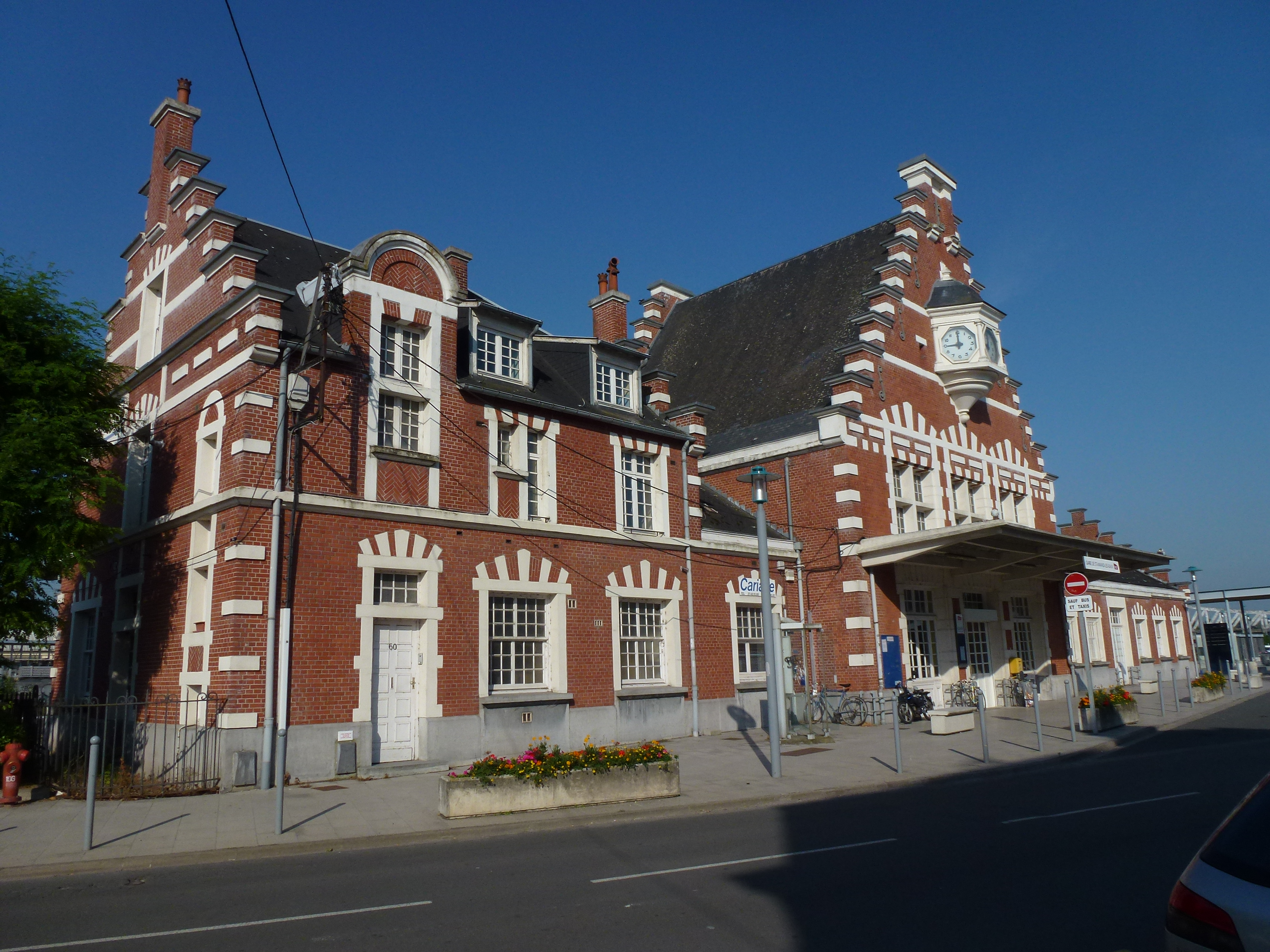
Bahnhof
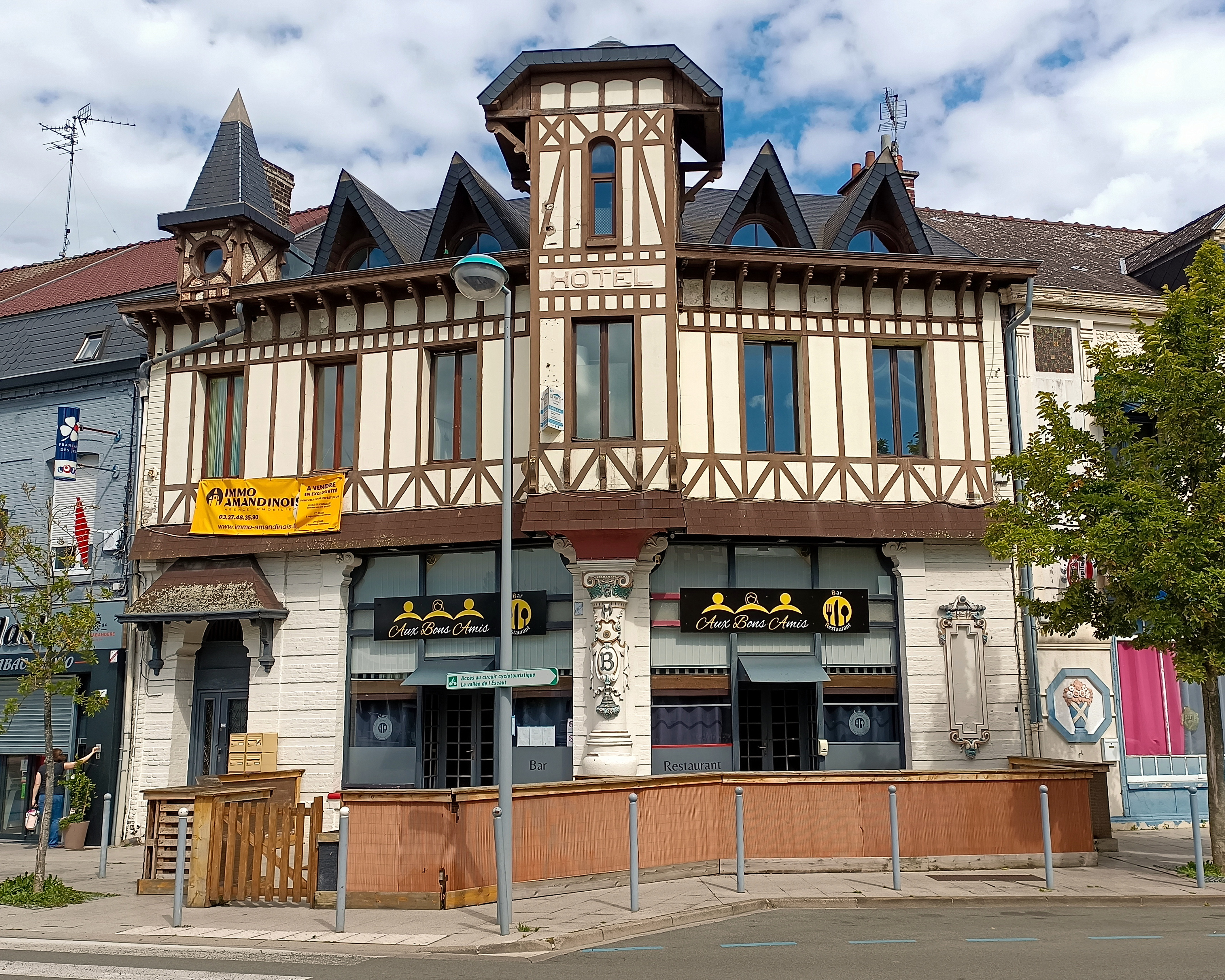
Bahnhofshotel

### Weitere Sehenswürdigkeiten
Am Südufer der Scarpe betreibt ein gemeinnütziger Verein die knapp 3 Kilometer lange touristisch Schmalspureisenbahn Chemin de Fer à Vapeur de la Scarpe mit zwei Dampf- sowie rund einem Dutzend Diesellokomotiven. Als Passagierwagen kommt auch der historische Beiwagen Nr. 143 der ersten Straßenbahn von Valenciennes zum Einsatz, der zwischen seinem Baujahr 1913 und der Stilllegung des Netzes 1966 auch nach Saint-Amand unterwegs war. Gefahren wird in der Regel zwischen Mai und September immer sonntags sowie auf Bestellung.

## Thermalquellen
In Saint-Amand-les-Eaux liegen die folgenden vier Thermalquellen: La Fontaine-Bouillon, Le Pavillon-Ruiné, La Petite-Fontaine und L’Évêque-d’Arras. Darüber hinaus ist der Badeort bekannt für seine schwefelhaltigen Schlammbäder.
Bereits die Römer kannten um 50 v. Chr. die Vorzüge der Quellen und errichteten vor Ort eine Therme. Im Frühmittelalter vernachlässigt geriet sie im Hochmittelalter in Vergessenheit. Maréchal Louis-François de Boufflers soll die Quellen im 17. Jahrhundert erneut entdeckt und instand gesetzt haben. 1689 dichtete Jean Racine eine Eloge auf die Thermen, und die Bevölkerung schrieb dem Wasser eine wundersame Wirkung zu. Ab 1927 wurde Mineralwasser in Glasflaschen abgefüllt, und ab 1971 wird es in Plastikflaschen vermarktet. Seit dem 16. Mai 1962 trägt Saint-Amand offiziell den Namenszusatz und das Prädikat les-Eaux. 1991 ging die Stadt mit dem italienischen Bad Tivoli, dessen Thermen ebenfalls auf eine zweitausendjährige Tradition zurückgehen, eine Städtepartnerschaft ein.
1982 wurden Studien für ein Geothermieprojekt in der Region erstellt, konkrete Pläne sind daraus aber nicht erwachsen.

## Wirtschaft

### Fayencen
Manufakturen, welche kunsthandwerkliche Keramikwaren (Fayencen) herstellen, siedelten sich ab 1705 in Saint-Amand und in der übrigen Region Nord-Pas-de-Calais an. Bekannt sind folgende Hersteller: Les Manufactures de Faïence du Moulin des Loups, La Faïence de Saint-Amand-les-Eaux, Les Faïences et Porcelaines de St-Amand-Orchies-Hamage, Les Grands Établissements Céramiques Saint Amand und Hamage Nord – la Manufacture de Faïence et de Porcelaines. Berühmt sind die Entwürfe des Kunstkeramikers Pierre Joseph Fauquez aus Tournai (heute Belgien), der sich um 1720 in Saint-Amand niederließ. Seine Werke sind an der Signatur P. F – S. A. (Initialen seines Namens und der Stadt) zu erkennen.

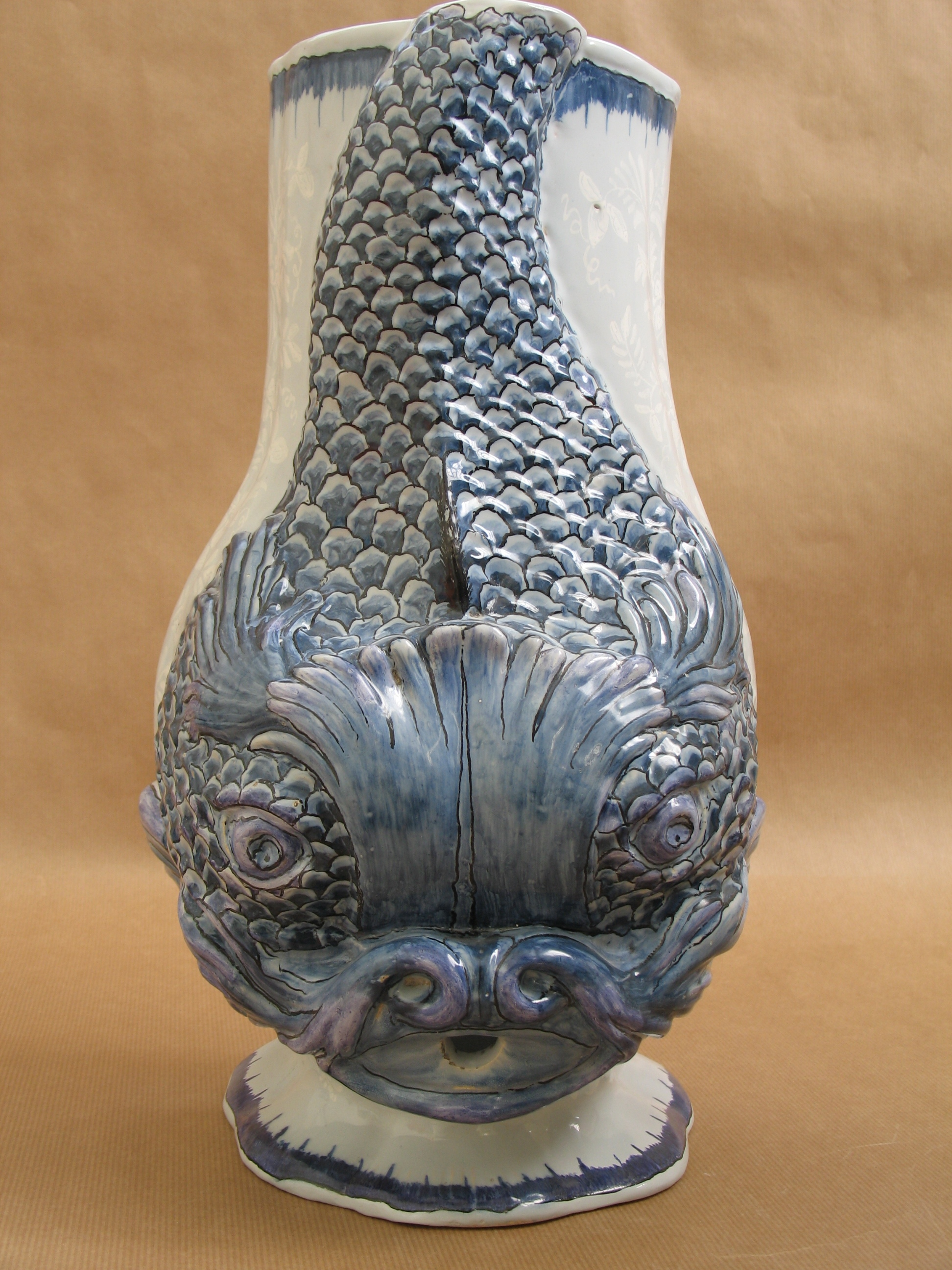
Fontaine dauphin, Pierre Fauquez, 18. Jh., Musée de Saint-Amand
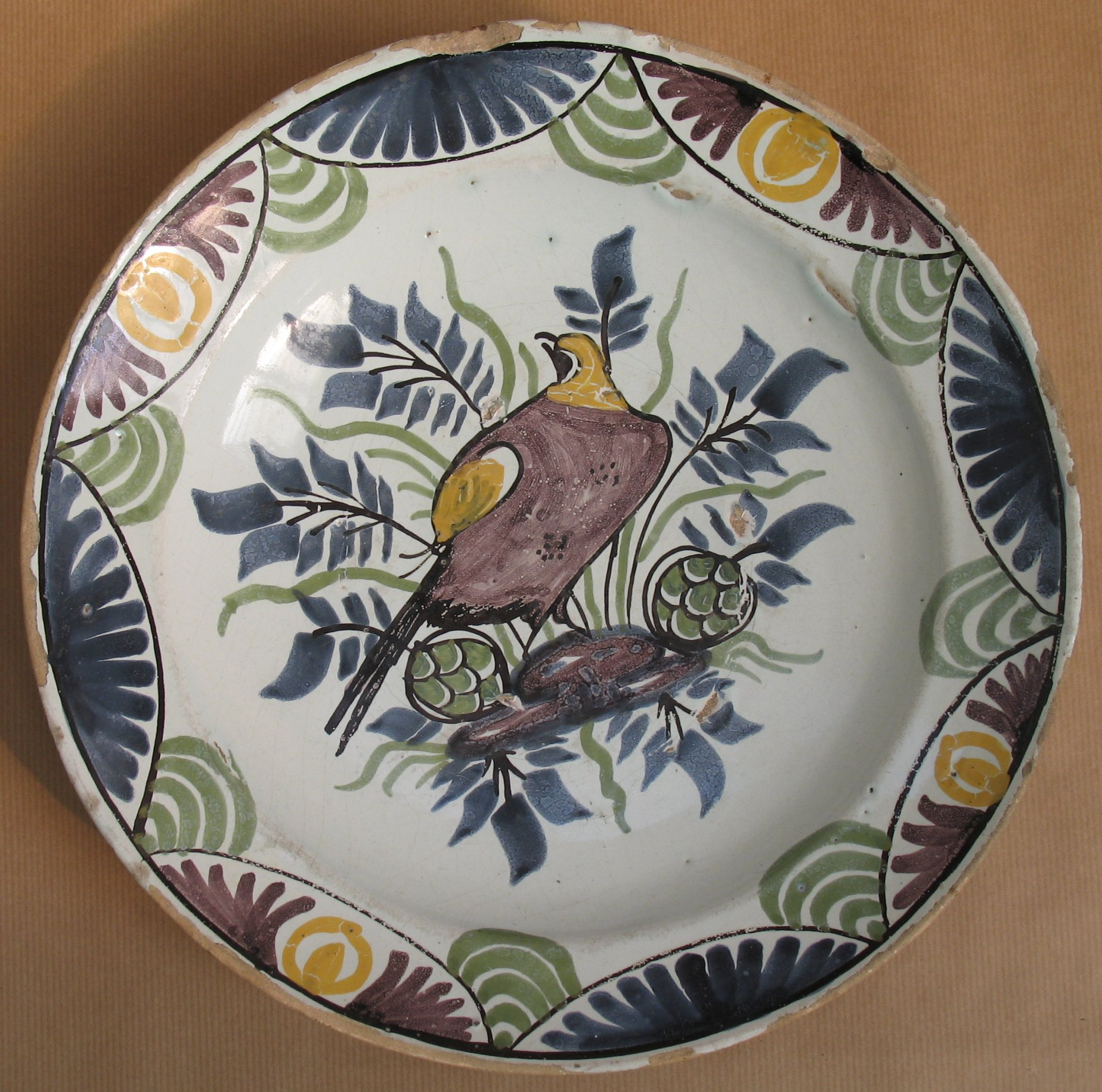
Schale aus der Manufaktur Desmoutiers, 18. Jh., Musée de Saint-Amand
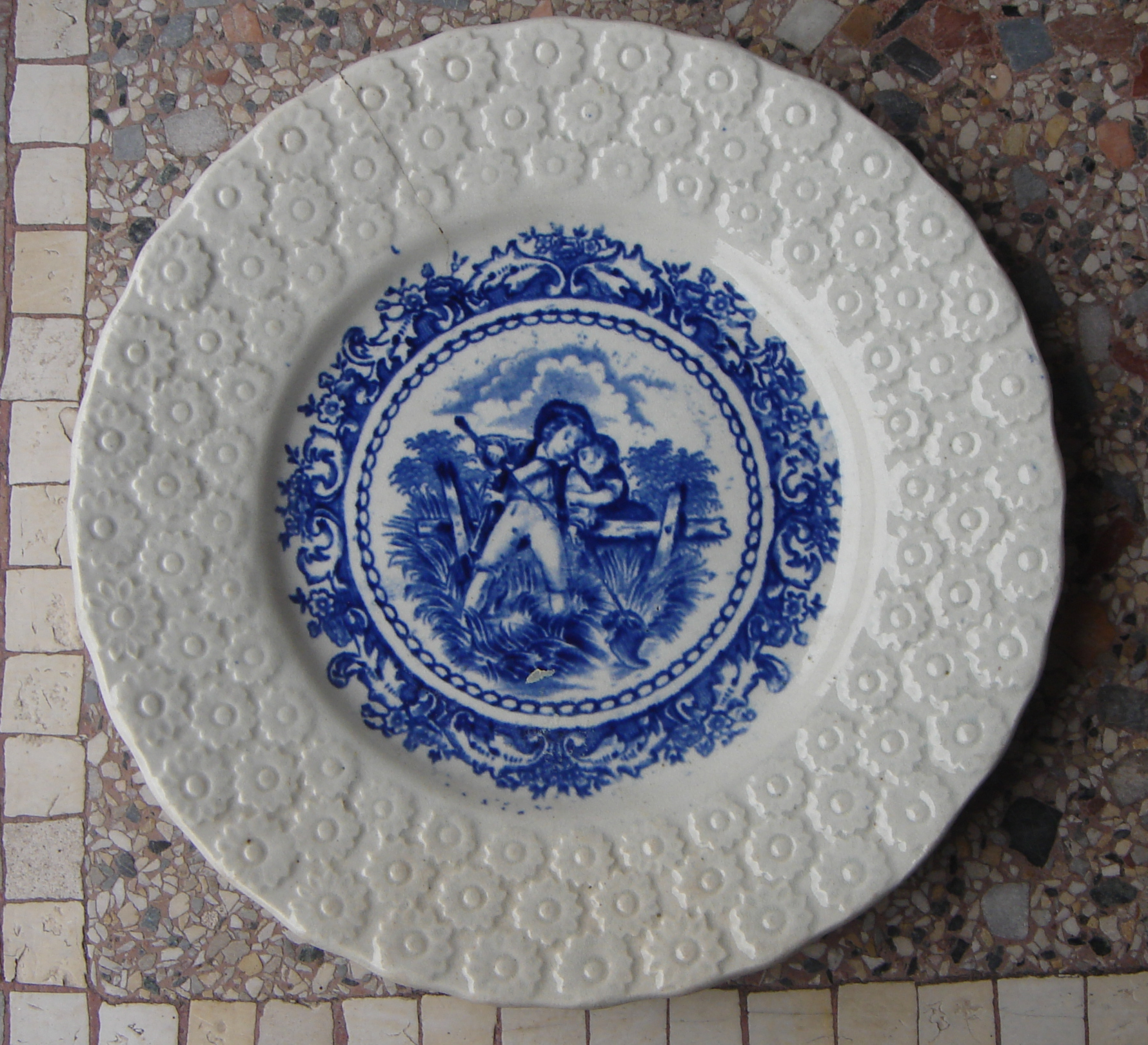
Teller aus der Manufaktur La Faïence de Saint-Amand-les-Eaux

Adolphe Malte-Brun beschrieb 1882 in der France illustrée für Saint-Amand folgende industrielle Tätigkeiten: Stahlerzeugung, Zuckermühlen, Nagelfabriken, Herstellung von Strumpfwaren aus Wolle und Baumwolle, Kettenkabel, eine Porzellanfabrik, Gerbereien, Schnapsbrennereien, Ölmühlen und Seifenfabriken. Zudem soll es einen regen Handel mit Hanf, Bauholz und Holzkohle gegeben haben. Malte-Brun erwähnt auch einen Forst mit einer Ausdehnung von 3.400 Hektar. Entweder irrt er sich mit dieser Größenangabe, oder aber dieser Wald ging über die heutigen Gemeindegrenzen hinaus.

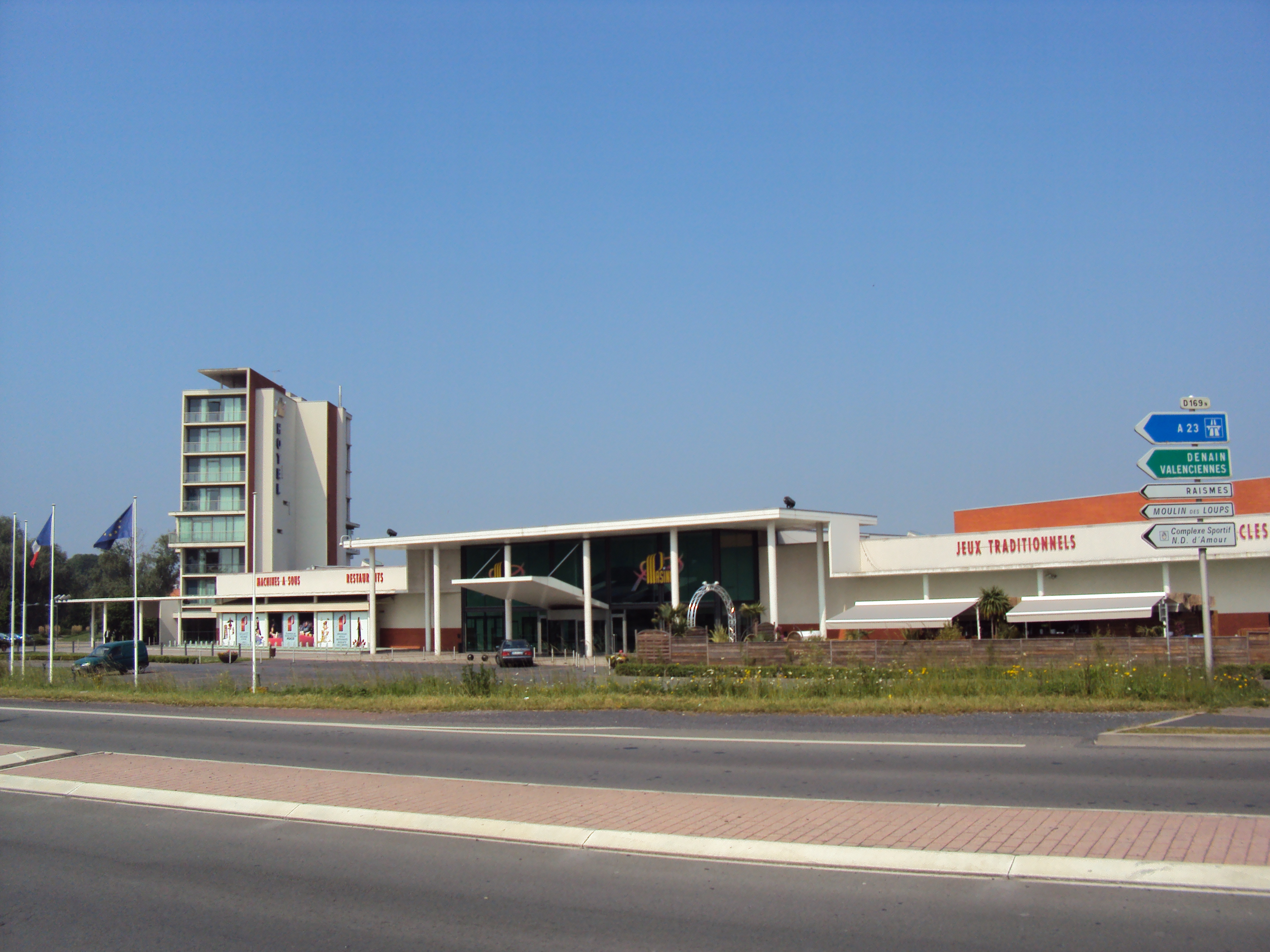
Die Spielbank Pasino

1935 wurden in Saint-Amand Flugzeugmotoren der Marke Aubier & Dunne hergestellt. Diese Zweitaktmotoren mit 540 cm³ Hubraum trieben Himmelsläuse an.
Die Enzyklopädie Grand Larousse nennt 1964 für Saint-Amand folgende wirtschaftliche Aktivitäten: Metallurgische Industrie (Rundwalzen, Drahtziehen, Ankerketten, Galvanotechnik), Herstellung von Motoren, Strumpfwaren, Keramik- und Fayencewaren, sowie Ledergerben.
Heute wird in Saint-Amand Mineralwasser abgefüllt und vermarktet sowie Bier gebraut. Das Pharmaunternehmen GlaxoSmithKline betreibt eine Niederlassung in der Stadt. Zudem gibt es in Saint-Amand-les-Eaux ein Kasino mit dem Namen Pasino, das von der Groupe Partouche betrieben wird.

## Persönlichkeiten
- Amand von Maastricht (um 575–um 676), der Namensgeber der Stadt, starb um 676 in Saint-Amand.
- Johannes Secundus (1511–1536), niederländischer Dichter, Maler und Bildhauer, starb 1536 in Saint-Amand.
- Casimir Davaine (1812–1882), französischer Arzt, wurde 1812 in Saint-Amand geboren.
- Henri-Edmond Canonne (1867–1961), französischer Apotheker, Unternehmer und Kunstsammler, wurde in Saint-Amand geboren.
- Robert Lannoy (1915–1979), französischer Komponist, wurde 1915 in Saint-Amand geboren.

## Partnerstädte
- Andernach, Rheinland-Pfalz, Deutschland (seit 1959)
- Tivoli, Latium, Italien (seit 2001)
- Irvine, North Ayrshire, Schottland